# Pistolet maszynowy ZK-383
ZK-383 – czechosłowacki pistolet maszynowy skonstruowany w okresie międzywojennym przez braci Josefa i Františka Koucký. Podczas II wojny światowej znajdował się na uzbrojeniu armii Czechosłowacji i Bułgarii, po wojnie był używany na Bałkanach i w krajach Ameryki Łacińskiej do lat 60. XX wieku.
ZK-383 był konstruowany z założeniem że pistolet maszynowy jest bronią defensywną, mającą zapewnić odpowiednią siłę ognia broniącemu się oddziałowi w czasie kiedy żołnierze przygotowujący się do walki wręcz z atakującym przeciwnikiem zakładają na broń bagnety i w związku z tym nie mogą prowadzić ognia (według tych samych założeń był konstruowany polski pistolet maszynowy Mors).
Produkcję ZK-383 rozpoczęto w 1938. Eksportowano go do kilku krajów Europy i Ameryki Łacińskiej. Największymi użytkownikami zagranicznymi tej broni była Wenezuela, Boliwia i Bułgaria. Podczas okupacji niemieckiej produkcję broni kontynuowano. Jej głównym niemieckim użytkownikiem były jednostki Waffen-SS. Podczas wojny powstała wersja ZK-383P pozbawiona dwójnogu, a po wojnie ZK-383H która także nie miała dwójnogu i była wyposażona w składane gniazdo magazynka u spodu komory zamkowej.
Broń ta używana była przez niemieckie oddziały dywersyjne Freikorps Ebbinghaus podczas atakowania Górnego Śląska w sierpniu i wrześniu 1939. 

## Opis
ZK-383 był bronią samoczynno-samopowtarzalną działającą na zasadzie odrzutu zamka swobodnego i strzelającą z zamka otwartego. Zamek był wyposażony w demontowany obciążnik. Z zamocowanym obciążnikiem szybkostrzelność wynosiła 500, a bez niego 700 strzałów na minutę. Lufa w rurowej, perforowanej osłonie, szybkowymienna (zatrzask lufy znajdował się z przodu broni). Zasilanie z magazynków pudełkowych, gniazdo magazynka znajdowało się po lewej stronie broni. Łuski były wyrzucane na prawą stronę. Nietypowym elementem wyposażenia ZK-383 był dwójnóg (produkowano także wersję ZK-383P pozbawioną dwójnogu). ZK-383 wyposażony był w mechaniczne przyrządy celownicze składające się z muszki i celownika krzywkowego. Do broni można było przyłączyć bagnet.